# Heikant (Zelândia)
Heikant (51° 15′ N, 4° 01′ L) é uma cidade dos Países Baixos, na província de Zelândia. Heikant pertence ao município de Hulst, e está situada a 33 km a sudoeste de Bergen op Zoom.
Em 2001, a cidade de Heikant tinha 610 habitantes. A área urbana da cidade é de 0.29 km², e tem 259 residências. 
A área de Heikant, que também inclui as partes periféricas da cidade, bem como a zona rural circundante, tem uma população estimada em 1160 habitantes.